# Lac du Poisson Blanc
Lac du Poisson Blanc är en sjö i Kanada.   Den ligger i provinsen Québec, i den sydöstra delen av landet, 70 km norr om huvudstaden Ottawa. Lac du Poisson Blanc ligger 193 meter över havet.